# Andrea Nunes Brións
Andrea Núñez Briones, también conocida como Andrea Nunes Briones,(Marín, 13 de abril de 1984) es una escritora gallega.

## Trayectoria
Licenciada en Filología Hispánica por la Universidad de Santiago de Compostela en 2009, fue docente durante seis años en diferentes partes de China: Universidad de Nanjing, Universidad Normal de Changchun y Universidad Xi'an Jiaotong Liverpool. Después se trasladó a Italia, donde trabajó en la Università de Ca´Foscari de Venecia y, a su regreso a Galicia, lo hizo en el Centro de Idiomas de la Universidad de La Coruña. 
Actualmente es profesora de secundaria en Vilagarcía de Arousa le imparte talleres sobre escritura creativa y diversidad. Es activista política y feminista.
Su obra se centra en el ensayo y el género poético, está escrita mayoritariamente en lengua gallega y tiene un marcado carácter feminista. Colabora activamente en publicaciones y proyectos relacionados con género, diversidad y lenguaje y pertenece al grupo As Candongas do Quirombo y a la Plataforma de Crítica Literaria A Sega.
Su primer libro de poemas, Corriente del olvido, apareció en 2007, publicado por Aturuxo (Federación Gallega de Asociaciones de Lesbianas, Gays, Bisexuales y Transexuales). En 2011 publicó Todas as métier que fun, que quedó finalista en los premios AELG. Es un libro de poemas ilustrado por Annet Borrás donde critica el capitalismo, el patriarcado y la falta de conciencia ecológica. 
En 2018 escribió, junto a María Rosendo, Diaspora do amor balea, ganando el premio de poesía erótica Islas Sisargas 2017. Su último poemario Esta disidencia que habitamos es una antología bilingüe en castellano y gallego, publicada en 2023 por Librefeminista en un libro que convive con el texto Tributo a Safo de la autora Renée Vivien.

## Obra

### Poesía
- Corrente do esquecemento (Aturuxo, 2007)
- Todas as mulleres que fun (Corsárias, 2011)
- Diáspora de amor balea (Caldeirón, 2018; con María Rosendo Priego)
- Esta disidencia que habitamos. Antoloxía bilingüe esp/gal (Librefeminista editora, 2023)

### Obras colectivas
- Sem as mulheres nom há revoluçom. XXV Festival da Poesia no Condado. Salvatierra de Miño: S. C. D. Condado, 2011.
- Mulheres entre poesía e luita (AMC). Assembleia de Mulheres do Condado. 2011
- A cidade na poesía galega do século XXI. Noya: Tojosoutos, 2012.
- Como cantan las piedras. Ed. Isla Negra, Puerto Rico, 2012
- Guía viva de ortodoxos y heterodoxos en la poesía gallega contemporánea. Ed. Endimión. 2012
- Versus cianuro. Poemas contra a mina de ouro de Corcoesto. Malpica de Bergantiños: A. C. Caldeirón, 2013.
- Cuestión social. Literatura, cine y prensa. Estudios de Comunicación Social. Andavira Editora. 2013
- Prólogo del libro Do amor e outras mariconadas de Ricardo de Barreiro, Ed. Tojosoutos.
- 150 Cantares para Rosalía de Castro, 2015, libro electrónico.
- De Circes e Morganas. Homenaxe das escritoras a Begoña Caamaño. 2015, libro electrónico.
- 13. Antología de la poesía gallega próxima. (ed) María Xesús Nogueira. Edición bilingüe. Compostela/Madrid. Chan da pólvora & Papeles mínimos. 2017
- Que nom te silenziem. XXXII Festival da poesia no Condado. Salvatierra de Miño: S. C. D. Condado, 2018.
- Árbores que non arden. As mulleres na prevención de incendios forestais. Proxecto Batefogo. Catroventos. 2019
- Poetízate. Fran Alonso. Xerais 2018.
- Prólogo do libro Entrecontar de Yolanda Aldrei, Através Editora, 2020
- Nxs, as inadaptadxs. Representações, desejos e histórias lgbtiq na Galiza. Através Editora.
- 15 voces da nova poesía galega. Edición día das letras galegas. Gadis, 2021.
- Poetas gallegos y portugueses. Ateneo de Pontevedra/ Diputación de Pontevedra, 2021
- Alguén que Respira! Corpos, Disidencias e desexos. Xunta de Galicia- Concello de Santiago, 2022
- Prólogo do libro Ex Céntricas de Anxela Lema y Sara Villar (Fetiche ed.)
- Somos pandeireteiras. (ed) Natalia Balseiro, libro electrónico. 2022
- Antoloxía Biosbarda para Parche. Ruín Alteredicións e Asociación Protectora de Animais Os Biosbardos, 2022
- Prólogo de Feitas ao Sisel de Diana Kurich, Editorial Caldeirón, 2023

### Ensayo
- Tecermos redes, crearmos comunidade (Xerais, 2020; coordinadora, con Ánxela Lema París)
- O cento voando. Amores, alianzas e non monogamias. (Xerais: 2023: coodinadora, con Anxela Lema París)

### En colaboración con el colectivo As Candongas do Quirombo
- Agora ti. (vídeo-poema)
- A memoria da lingua. (documental)
- Todas as mulleres que fun. (vídeo-poema)
- E derivados. (poema da autora musicado)

## Premios y reconocimientos
- Premio del Público al mejor cortometraje experimental en el Festival Baumann c2, Barcelona. 2011
- Cortometraje Todas as mulleres que fun en el Festival Cinestable de Galicia, Órdenes. 2011
- Premio CinEOI La Coruña con el documental A memoria da lingua das Candongas do Quirombo. 2012
- Premio Lingua de Ouro, 2012 por Queremos Galego Marín. 2012
- Ganador junto a María Rosendo del premio de Poesía Erótica Islas Sisargas nº 2017, por Diáspora de amor balea. [3]
- Tercer premio en la 36.ª edición del concurso literario de la Asociación Cultural Gallega Rosalía de Castro de Cornellà, 2022